# Szerbia turizmusa

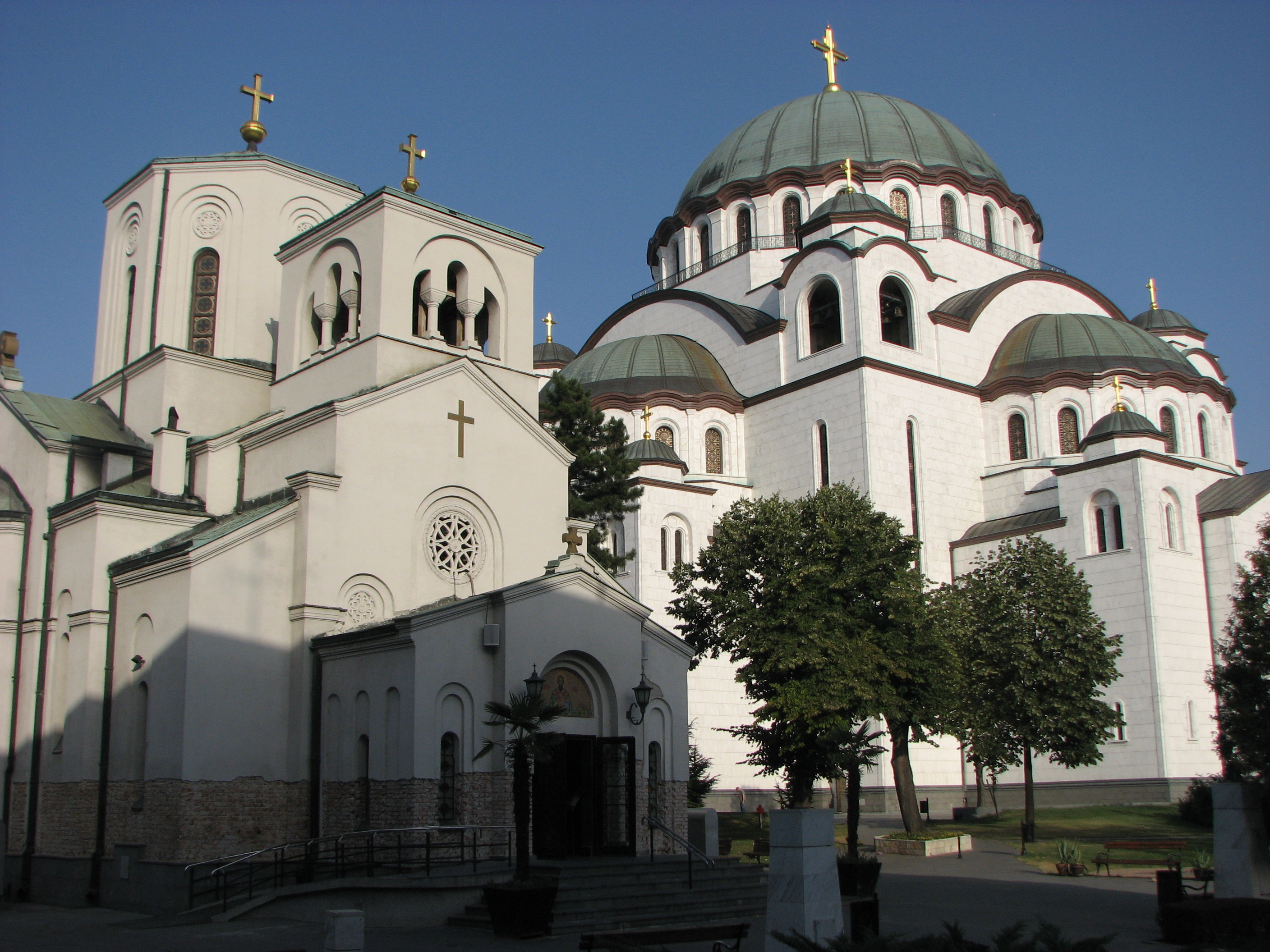
A belgrádi Szent Száva-templom

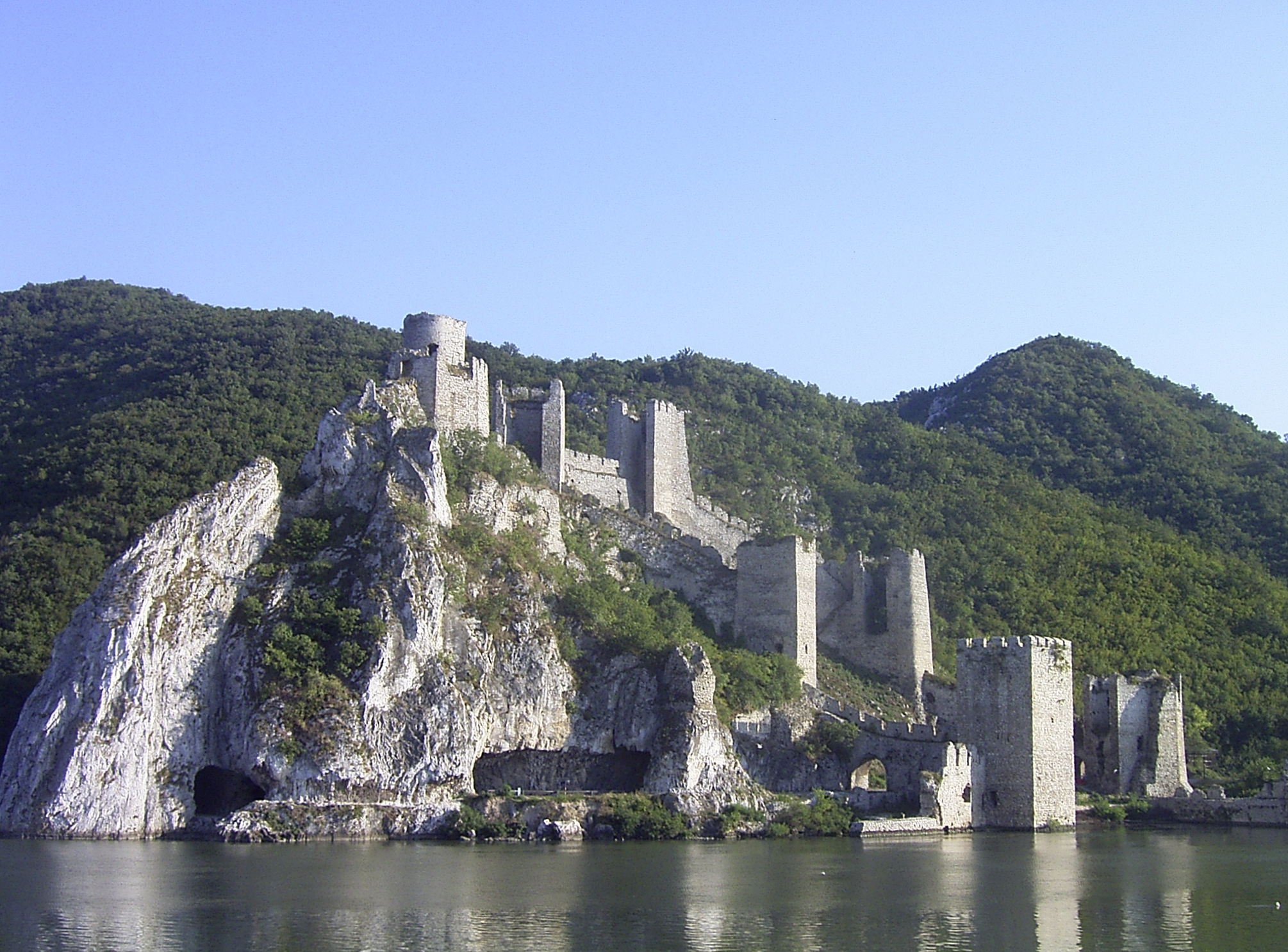
Galambóc vára

Ez a szócikk Szerbia turizmusát tárgyalja, a legfontosabb és legjellegzetesebb turisztikai látnivalókat, a természetjárás, üdülő- és gyógyturizmus fő jellemzőit, valamint a turistáknak nyújtott szolgáltatások, a szállás, étkezés és közlekedés adottságait.

## Látnivalók

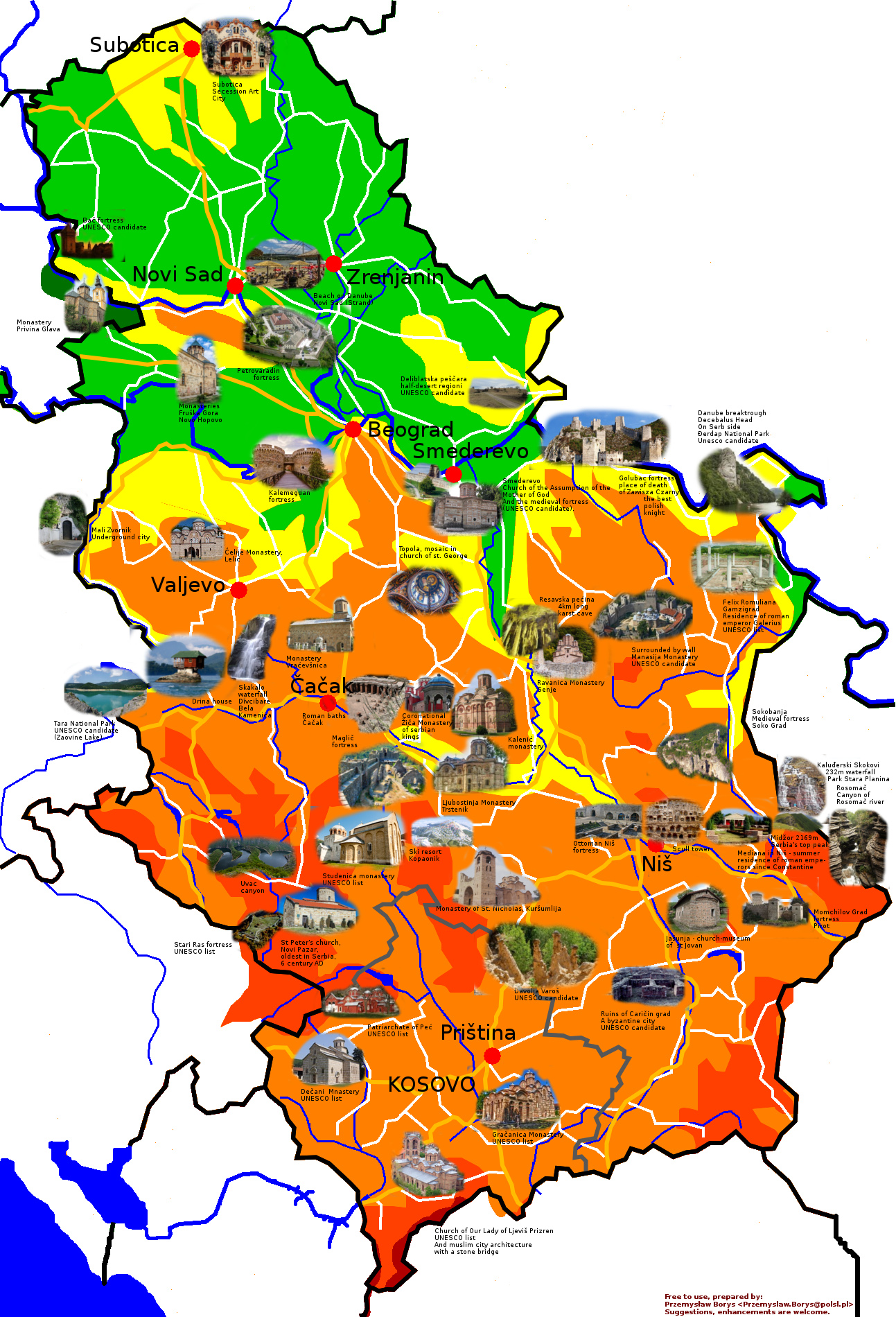
Szerbia és Koszovó ismertebb turisztikai látványosságai

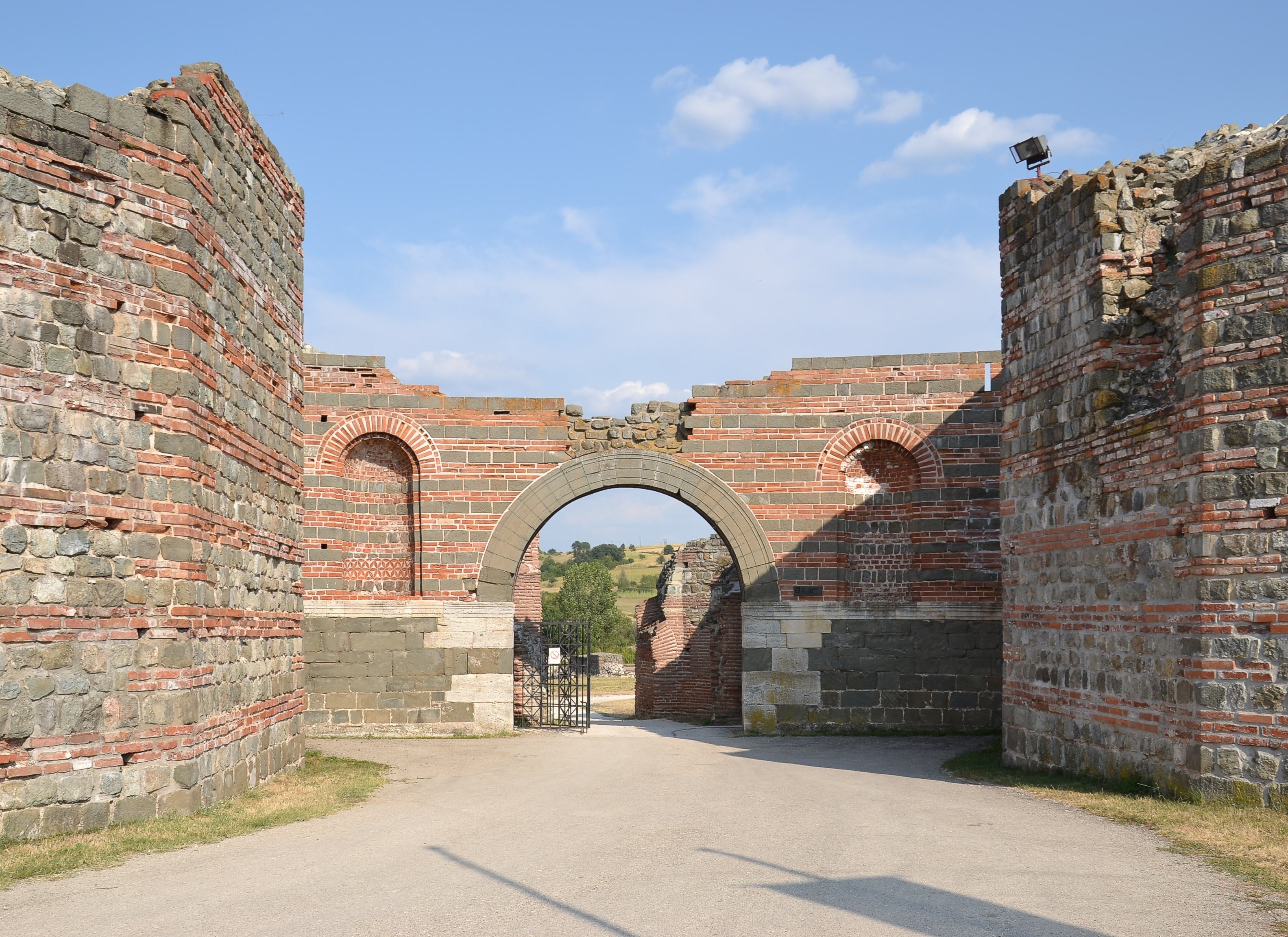
Gamzigrad: a római császári palota romjai

### Világörökségi helyszínek
- Stari Ras városa és a Sopocani kolostor
- Studenica kolostor
- Galerius palotája Gamzigrad-Romulianában
- Koszovó középkori műemlékei: Dečani kolostor, Peć, Gračanica kolostor, Ljeviš

### Régió szerint

#### Vajdaság

##### Szabadka
- Jakab és Komor téri zsinagóga; A zsinagóga előzőleges jelentkezés útján látogatható, magyar nyelvű vezetés is van az épületben. Információk a Zsinagóga.com Műhely oldalán.
- Kosztolányi-séta
- Városháza a kilátóval
- Városi Múzeum
- Raichle Palota – Raichle Ferenc saját otthonának tervezett szecessziós épülete, amit a helyiek Cifra Palotaként emlegetnek.

##### Dél-Bácska
- Újvidék (Novi Sad) és környéke

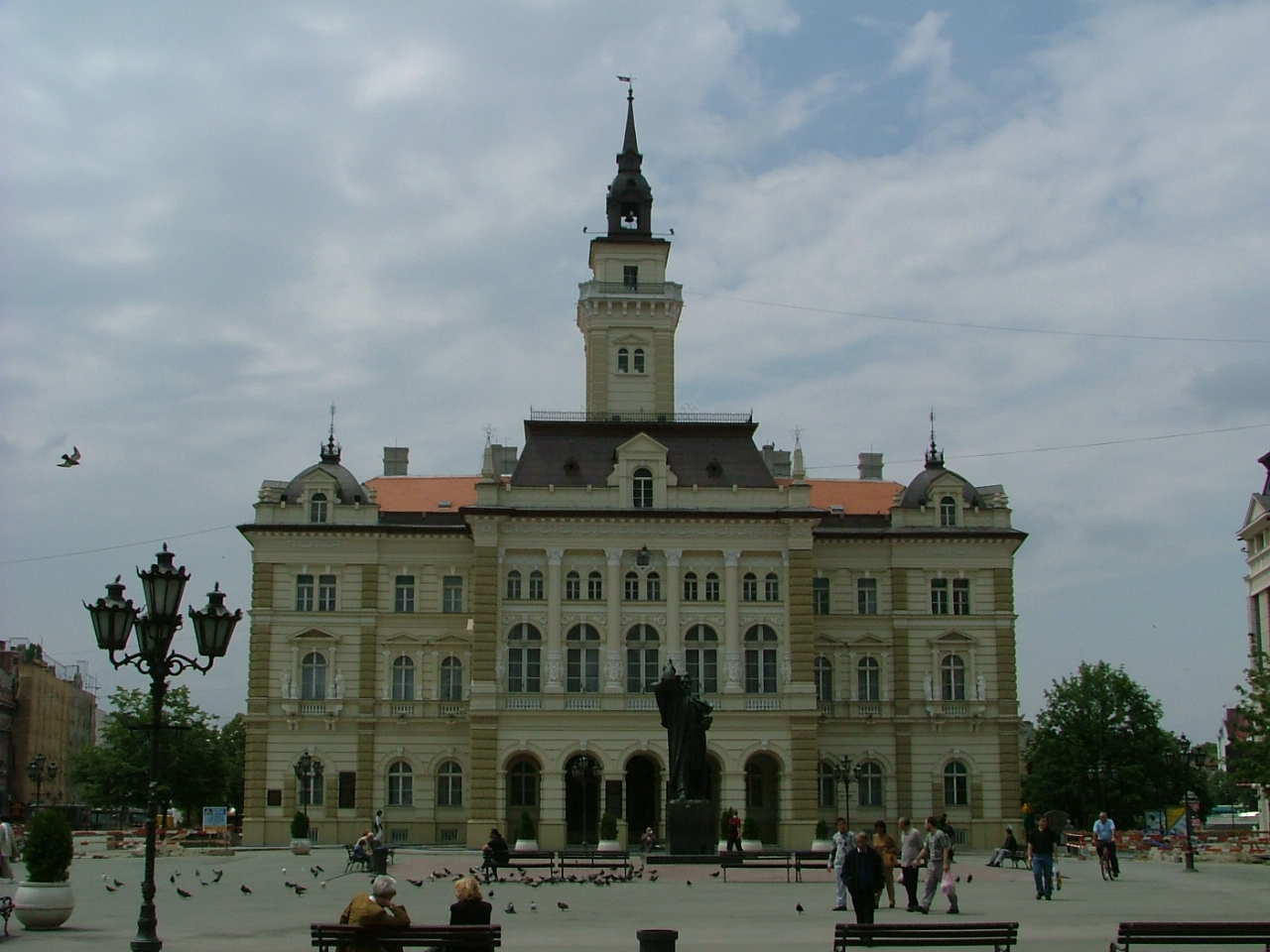
Az újvidéki városháza

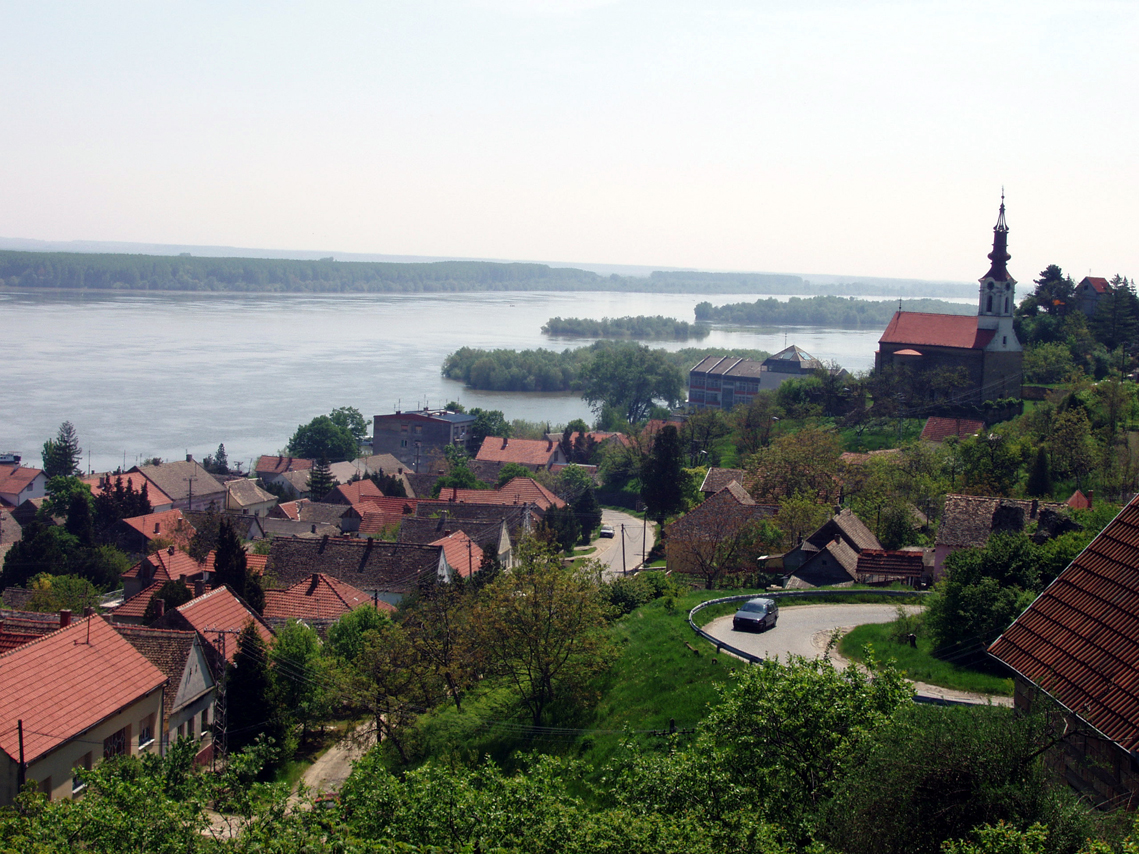
Kilátás a Dunára a szalánkeméni várromból

  - Történelmi belváros a főtérrel és hangulatos sétálóutcákkal. A főterén áll a nagyszabású városháza és a Mária neve katolikus templom.
  - Péterváradi vár
- Bács (Bač) – bácsi vár és román stílusú ferences templom
- Óbecse (Bečej) – az Eiffel zsilip és a Bogdán kastély

##### Nyugat-Bácska
- Zombor – Megyeháza, Szent István templom, Városháza, Török ház (XVII. század), Milan Konjović Galéria
- Doroszlói Szentkút – Szerbia leglátogatottabb római katolikus zarándokhelye

##### Nyugat-Bánság
- Törökbecse (Novi Bečej) – Tisza-part
- Versec (Vršac) – Szent Gellért templom
- Delibláti-homokpuszta

##### Kelet-Szerémség
- Szávaszentdemeter (Sirmium)
  - Szerbia legnagyobb római kori romterülete: a Žitni-téren látható az ókori városközpont egy része a római kori császári palota és a Szent Demeter bazilika maradványaival
  - Szerémségi Múzeum gazdag ókori gyűjteménnyel
- Tarcal-hegység Nemzeti Park - erdős dombvidék túrautakkal, az ortodoxok szent területe tucatnyi szerb kolostorral, a leghíresebbek a Krušedol és a Hopovo kolostor
- Szalánkemén (Stari Slankamen): várrom, középkori templom

#### Belső-Szerbia
Belgrád és környéke

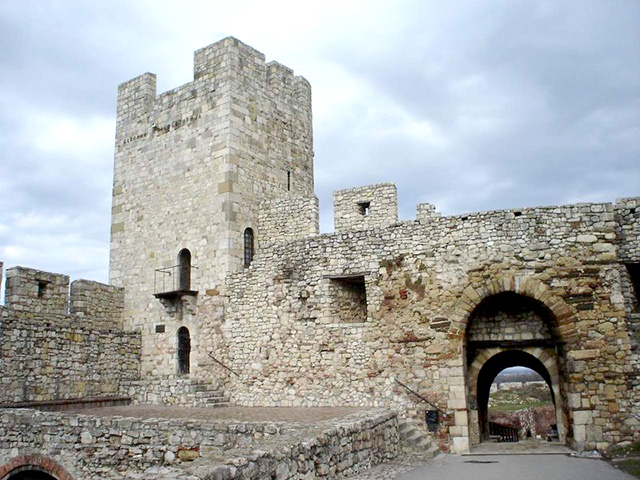
Belgrád: a nándorfehérvári vár (Kalemegdan)

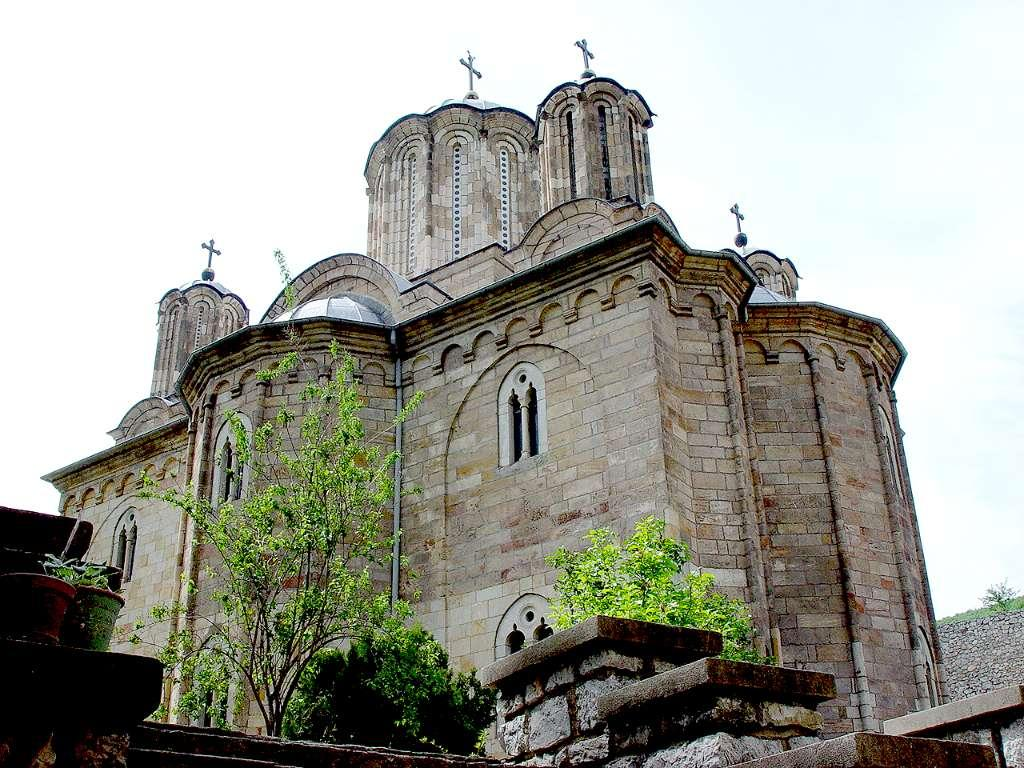
Manasija kolostor (Despotovac)

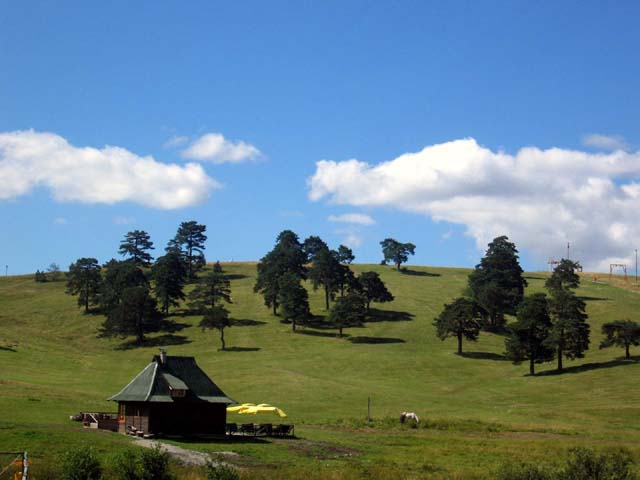
A Zlatibor hegység

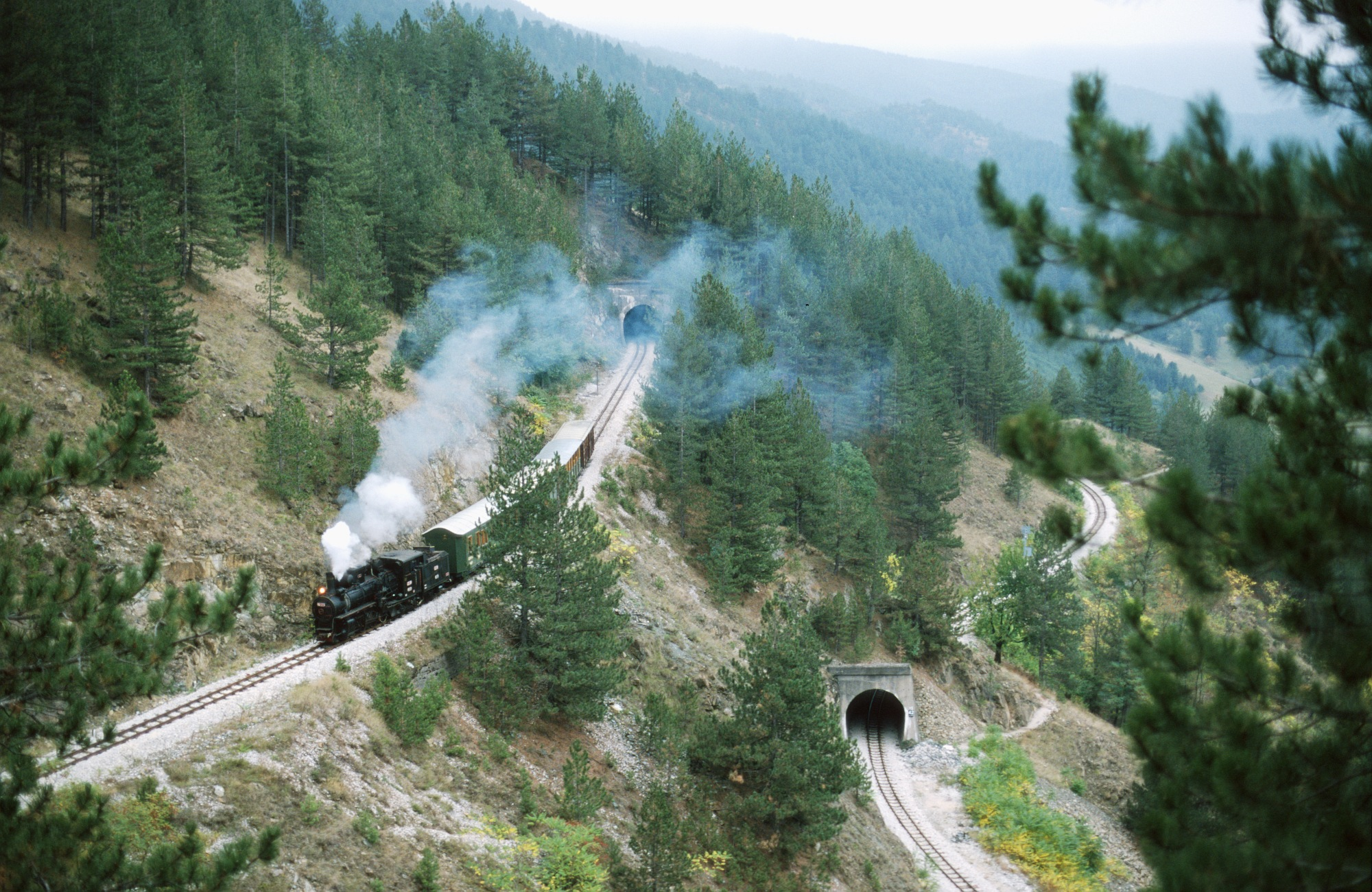
Šarganska osmica kisvasút (Tara hegység)

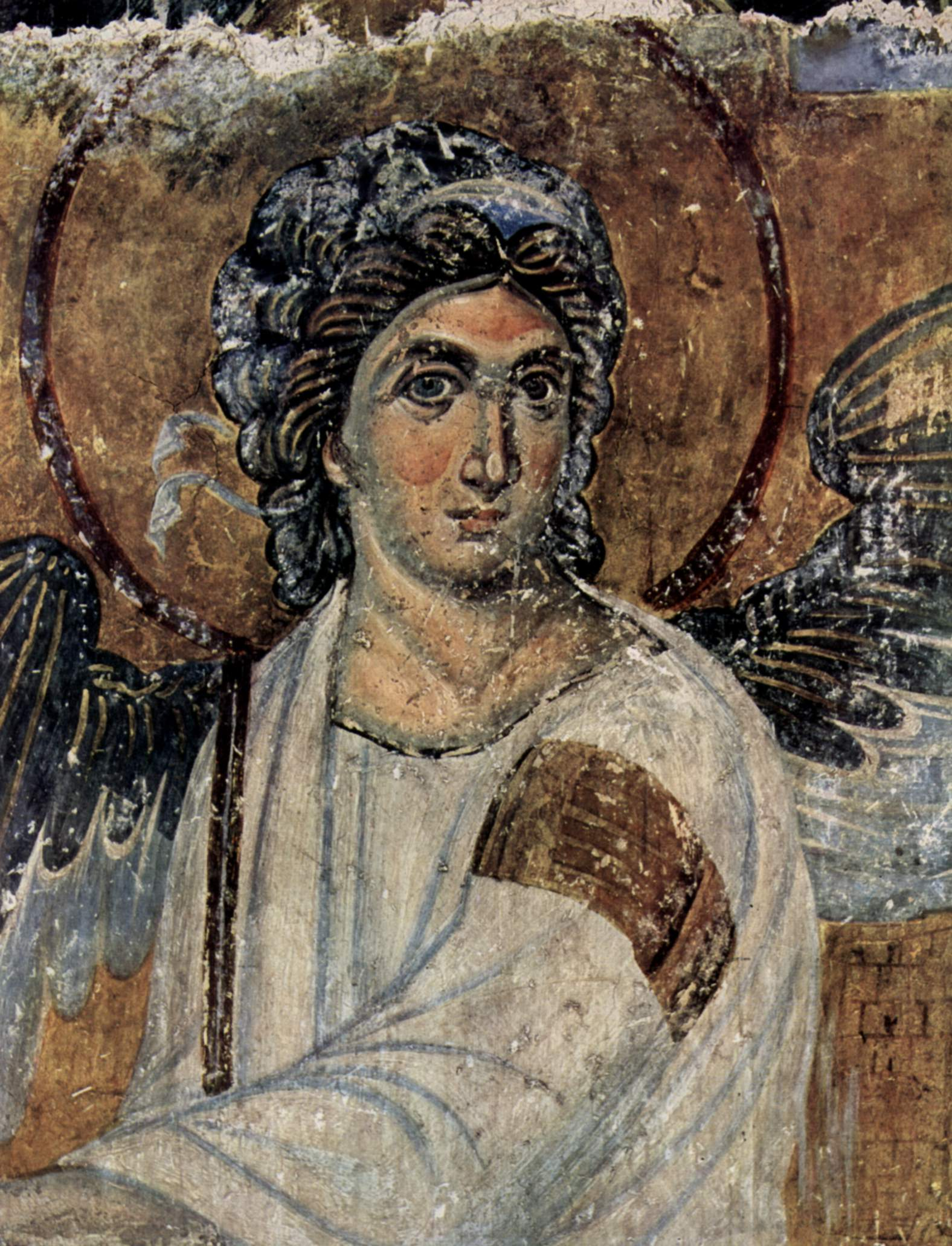
A fehér angyal, középkori freskó a prijepoljei Mileševa kolostorban

- Kalemegdan erőd: benne török emlékek, középkori tornyok, templomok, római erőd maradványai
- Királyi Palota
- Szent Száva-templom
- Szerb Nemzeti Múzeum
- Zimony (Óváros)
- Vinča: neolitikus település maradványai, régészeti kiállítás

Sumadia:
- Kraljevo: Žiča kolostor a szerb királyok 13. századi koronázótemplomával
- Studenica kolostor
- Kalenići kolostor

Szerb-Kárpátok
- a Vaskapu-szoros és a Kazán-szoros
  - Galambóc vára
  - Traianus táblája (Tabula Trajana) és Traianus hídjának maradványai
  - Đerdap Nemzeti Park
- Despotovac: Manasija kolostor

Dinári-hegység
- Tara hegység
  - Mokra Gora: Šarganska osmica múzeumvasút, Drvengrad néprajzi falu
- Zlatibor hegység
  - Sirogojno szabadtéri néprajzi múzeum
- Prijepolje: Mileševa kolostor
- Gradaci kolostor
- Novi Pazar
  - Đurđevi stupovi kolostor (12. század)
  - Stari Ras a tatárok által elpusztított első szerb főváros romjai a középkori Péter templommal, a közelben a Sopocani kolostorral
- Kopaonik hegység - síparadicsom
- Radan-hegység - a Đavolja Varoš („Ördögváros”) különleges sziklaképződményei

Balkán-hegység
- Gamzigrad (Felix Romuliana) - Galerianus császár palotájának romjai (világörökség)
- Niš: Suva Planina - a hegymászók paradicsoma

## Természetjárás
Nemzeti parkok: Đerdap Nemzeti Park (Vaskapu), Kopaonik hegység, Tara hegység, Tarcal-hegység

## Gyógyturizmus
Gyógyfürdők: Palics, Vrnjačka Banja, Sokobanja, Niš

## Kulturális események
- Újvidék: EXIT könnyűzenei fesztivál a péterváradi várban
- Guča: Trubaci-trombitafesztivál, a világ egyik legnagyobb fúvószenefesztiválja

## Statisztika

### Látogatók év szerint
| Év                      | Össz      | Hazai     | Külföldi  |
| ----------------------- | --------- | --------- | --------- |
| 2003                    | 1,997,947 | 1,658,664 | 339,283   |
| 2004                    | 1,971,683 | 1,579,857 | 391,826   |
| 2005                    | 1,988,469 | 1,535,790 | 452,679   |
| 2006                    | 2,006,488 | 1,537,646 | 468,842   |
| 2007                    | 2,306,558 | 1,610,513 | 696,045   |
| 2008                    | 2,266,166 | 1,619,672 | 646,494   |
| 2009                    | 2,021,166 | 1,375,865 | 645,301   |
| 2010                    | 2,000,597 | 1,317,916 | 682,681   |
| 2011                    | 2,068,610 | 1,304,443 | 764,167   |
| 2012                    | 2,079,643 | 1,269,676 | 809,967   |
| 2013                    | 2,192,435 | 1,270,667 | 921,768   |
| 2014                    | 2,194,268 | 1,165,536 | 1,028,732 |
| 2015                    | 2,437,165 | 1,304,944 | 1,132,221 |
| 2016                    | 2,753,591 | 1,472,165 | 1,281,426 |
| 2017                    | 3,085,866 | 1,588,693 | 1,497,173 |
| 2018. január- augusztus | 2,359,446 | 1,207,262 | 1,152,184 |

### Egyéb hasznos információk
2017-ben Szerbia felkerült a CNN Travel "18 best places to visit in 2018" listájára (2018 legjobb látogatnivalói).
Az elmúlt évtizedben minden évben 100 ezerrel több külföldi turista érkezett az országba; és évente 10-20% növekedés látható átlagosan az ország turizmusában. 2017-ben a külföldi és belföldi turisták száma 3 millió volt.  
A turizmus mintegy 75-80 ezer személyt foglalkoztat Szerbiában.

## Külső hivatkozások
- Szerbia magyar vonatkozású látnivalói
- National Tourist Organization of Serbia
- Stema Guide - The best tourist guide of Serbia
- Srbija Turizam
- Zsinagóga.com - A szabadkai zsinagóga